# Sergueï Ouroussov (joueur d'échecs)
Pour le ministre, voir Sergueï Ouroussov.
Le prince Sergueï Semionovitch Ouroussov ou Ouroussoff ou Urussov (en russe : Сергей Семёнович Урусов), est un officier, un joueur d'échecs et un mathématicien amateur russe né le 3 août 1827 et mort le 20 novembre 1897. 
Ouroussoff participa à la guerre de Crimée et fut décoré. Après la guerre, il quitta l'armée.

## Matchs d'échecs
Aux échecs, il affronta à plusieurs reprises Aleksandr Petrov et annula des matchs contre Carl Jaenisch en 1854 et contre Ignatz Kolisch à Saint-Pétersbourg en 1862. Il battit Philipp Hirschfeld à Moscou en 1868.

## Contribution à la théorie des ouvertures d'échecs
Son nom a été donné à une variante d'ouverture : le gambit Ouroussoff, aussi appelé attaque Walker du gambit Allgaier.